# Вешенський район
Вешенський район Ростовської області — адміністративно-територіальна одиниця, що існувала в РРФСР у 1924—1984 роках. 1984 року її перейменували на Шолоховський район Ростовської області.

## Історія
Вешенський район утворили 1924 року в складі Донецького округу.
30 липня 1930 року Донецький округ скасували, і його територію передали у пряме підпорядкування Північнокавказького краю.
У 1933—1934 роках входив до Північної області Північнокавказького краю.
У 1934—1937 роках район входив у Північно-Донський округ у складі Азово-Чорноморського краю.
З 13 вересня 1937 року — у складі Ростовської області.
Указом Президії Верховної Ради СРСР від 6 січня 1954 року з Ростовської області була виділена Кам’янська область (з центром у м. Кам’янськ-Шахтинський). Територія Вешенського району увійшла до складу Кам'янської області.
У відповідності з Указом Президії Верховної Ради РРФСР від 19 листопада 1957 року Кам’янську область скасували. Вешенський район увійшов до складу Ростовської області.
1956 року до Вешенського району приєднали частину території скасованого Базковського району.
На підставі Указу Президії Верховної Ради РРФСР від 4 червня 1984 року Вешенський район перейменували на Шолоховський.